# 伊万娜·罗塔鲁
伊万娜·罗塔鲁（羅馬尼亞語：Ioana Rotaru，1984年1月4日—），旧姓帕普克（Papuc），罗马尼亚女子赛艇运动员。她曾代表罗马尼亚参加2004年、2008年和2012年夏季奥林匹克运动会赛艇比赛，获得一枚金牌和一枚铜牌。